# Вільямсфілд (Іллінойс)
Вільямсфілд (англ. Williamsfield) — селище (англ. village) в США, в окрузі Нокс штату Іллінойс. Населення — 575 осіб (2020).

## Географія
Вільямсфілд розташований за координатами 40°55′36″ пн. ш. 90°1′5″ зх. д. / 40.92667° пн. ш. 90.01806° зх. д. (40.926608, -90.018177).  За даними Бюро перепису населення США в 2010 році селище мало площу 3,29 км², уся площа — суходіл.

## Демографія
Згідно з переписом 2010 року, у селищі мешкало 578 осіб у 235 домогосподарствах у складі 162 родин. Густота населення становила 176 осіб/км².  Було 259 помешкань (79/км²).
Расовий склад населення:
| - 98,3 % — білих - 0,3 % — чорних або афроамериканців - 0,3 % — азіатів - 0,2 % — корінних американців |

До двох чи більше рас належало 0,9 %. Частка іспаномовних становила 0,5 % від усіх жителів.
За віковим діапазоном населення розподілялося таким чином: 25,3 % — особи молодші 18 років, 56,0 % — особи у віці 18—64 років, 18,7 % — особи у віці 65 років та старші. Медіана віку мешканця становила 40,2 року. На 100 осіб жіночої статі у селищі припадало 105,0 чоловіків;  на 100 жінок у віці від 18 років та старших — 93,7 чоловіків також старших 18 років.
Середній дохід на одне домашнє господарство  становив 61 299 доларів США (медіана — 50 625), а середній дохід на одну сім'ю — 73 003 долари (медіана — 59 821). Медіана доходів становила 46 765 доларів для чоловіків та 41 250 доларів для жінок. За межею бідності перебувало 10,9 % осіб, у тому числі 9,2 % дітей у віці до 18 років та 11,7 % осіб у віці 65 років та старших.
Цивільне працевлаштоване населення становило 262 особи. Основні галузі зайнятості: освіта, охорона здоров'я та соціальна допомога — 33,2 %, виробництво — 14,1 %, транспорт — 9,9 %, роздрібна торгівля — 9,2 %.